# Qernertuarssuit
Qernertuarssuit è un villaggio della Groenlandia (1 abitante nel 2004, disabitato dal 2005). Si trova presso Kulusuk, a 65° 43' 00" N 37° 18' 00" O; appartiene al comune di Sermersooq.